# Ultravox
Gli Ultravox sono stati un gruppo musicale new wave britannico formato a Londra nel 1973. All'inizio della loro carriera, il nome del gruppo era Ultravox! (col punto esclamativo finale), per richiamare quello dei tedeschi Neu!, e tale rimase per i primi due album.
La carriera del gruppo viene marcatamente divisa in due periodi, ossia quello dal 1974 al 1979, guidato dal leader John Foxx, e quello dal 1979 al 1988, con il suo sostituto Midge Ure, insieme a Warren Cann, Billy Currie e Chris Cross, che rappresentano i tre membri stabili di entrambe le formazioni del gruppo. Avevano fatto parte del complesso, nella prima formazione, anche il chitarrista Stevie Shears, co-fondatore, e successivamente Robin Simon. Dopo la reunion della line-up storica con Ure nel 2008, il gruppo è andato in pausa nel 2013, senza dichiarare ancora uno scioglimento ufficiale ma sostenendo improbabile una nuova reunion, seppur i membri siano tutti in ottimi rapporti tra loro. In ogni caso, la scomparsa di Chris Cross nel 2024 ha impedito ogni eventuale reunion della line-up originale.

## Storia

### Le origini e John Foxx
Il gruppo viene fondato nel 1973 a Londra, dal cantante Dennis Leigh con il nome Tiger Lily, e ne fanno parte anche il bassista Chris Cross, il chitarrista Stevie Shears, e il batterista Warren Cann. Nel 1974, Leigh prende il nome d'arte "John Foxx", e dopo l'arrivo del tastierista/violinista Billy Currie, il gruppo si ribattezza Ultravox!. Il primo singolo Ain't Misbehavin' viene pubblicato nel 1975 ancora con il nome di Tiger Lily.
Il gruppo s'interessa molto alle nuove frontiere della musica elettronica e ai progressi realizzati dai sintetizzatori. La Island Records offre un contratto al gruppo, che registra così il primo album con la supervisione di Brian Eno. Anticipato dal singolo Dangerous Rhythm viene pubblicato nel febbraio 1977 l'album d'esordio Ultravox! (1977). Sempre nel 1977 esce Ha! Ha! Ha!, disco molto più duro e con sonorità quasi punk. Dall'album viene estratto il singolo Rockwrok che contiene sul lato B la celebre Hiroshima mon amour.
L'album successivo, Systems of Romance, pubblicato come Ultravox (senza il punto esclamativo finale), è un disco molto più sperimentale, dove l'uso dei sintetizzatori prevale sugli altri strumenti e dove la ritmica precorre il techno rock del decennio a venire. L'LP segna l'uscita di scena del chitarrista Stevie Shears, rimpiazzato da Robin Simon che rimarrà in formazione solo per quell'anno.
Nel 1979 John Foxx abbandona il gruppo bruscamente alla fine del tour americano, per dedicarsi all'attività solista.

### La formazione classica e Midge Ure
Dopo alcuni mesi di sbandamento,  subentra Midge Ure, cantante e chitarrista scozzese già impegnato parallelamente in altre produzioni del neonato genere new wave (e new romantic), il quale prende decisamente in mano le redini della band, e farà compiere al gruppo una radicale svolta verso territori più synth pop e melodici con l'album Vienna del 1980, che si rivelerà fondamentale. Il primo singolo Sleepwalk, raggiunge il 29º posto nel Regno Unito, ma il grande successo arriva con il terzo singolo, la title track Vienna, che raggiunge il 2º posto nel Regno Unito, rimanendovi per 4 settimane. Vienna è considerato come il miglior risultato della band dal punto di vista artistico.
L'album successivo del 1981, Rage in Eden, non riesce commercialmente a bissare i risultati di Vienna, ma contribuisce, grazie alla hit The Voice, a consolidare la fama del gruppo in Europa.
Nel 1982 con George Martin, già produttore dei Beatles, gli Ultravox pubblicano Quartet, album più orientato verso la "canzone elettronica" melodica (abbandonando le suite interamente strumentali) e verso il new romantic, che diventa il loro maggior successo negli Stati Uniti.
Seguono l'album dal vivo Monument - The Soundtrack (1983) e Lament (1984), album in cui accanto al rock e all'elettronica spuntano suoni e atmosfere Folk. Dall'album vengono tratti due tra i singoli di maggior successo della band: Dancing with tears in my eyes e One small day. Alla fine del 1984 esce l'antologia The Collection che venderà quasi un milione di copie nel Regno Unito.
Warren Cann esce dal gruppo nel 1986, a causa di differenze musicali e incomprensioni con Midge Ure, e viene sostituito da Mark Brzezicki dei Big Country, ma il successo crolla del tutto con questo evento. Inoltre quasi tutti i componenti cominciano a concentrarsi sulla loro carriera solista. Il gruppo si ritrova per incidere U-Vox e per intraprendere un tour, ma l'album non riscuote successo, e il gruppo si scioglierà nel 1988.

### La nuova formazione di Billy Currie
Nel 1992, Currie prova a riesumare il nome Ultravox, del quale deteneva i diritti, unendosi con il cantante Tony Fenelle e altri musicisti. Il tentativo prosegue nel 1994, il cantante questa volta è Sam Blue: i due album hanno però scarso successo.

### La reunion eBrilliant
Il 6 novembre 2008 viene annunciata, attraverso il sito ufficiale della band, una riunione dei quattro membri della line-up degli anni ottanta (Currie, Cann, Cross e Ure), con relativo tour britannico.
Nel 2009, gli Ultravox si riuniscono e nell'aprile di quell'anno e intraprendono un tour, denominato Return to Eden (un chiaro riferimento all'album Rage in Eden), nel Regno Unito e in Europa. Una tappa tocca anche l'Italia, a Nonantola.
Il ritorno di Cann è stato accolto con gigantesco entusiasmo e stupore da parte dei fan, dal momento che egli aveva abbandonato la formazione storica. Midge Ure si è mostrato pentito nei confronti del collega, dichiarando anche nella sua autobiografia e in diverse interviste di aver avuto un comportamento ingiusto nei suoi confronti, oltre ad aver causato in questo modo il crollo del gruppo. Nella sua autobiografia parlava del collega con molto affetto, sottolineando la sincera amicizia che li legava, e dopo la riunione ha dichiarato di essere profondamente felice di essersi ritrovato con lui dopo 22 anni. Lo stesso ha dichiarato (perché si sentiva in parte responsabile) il tastierista Billy Currie, storico amico di Cann, il quale è stato l'unico ad averlo visto da quando era uscito dalla band, prima ch'egli si trasferisse a Los Angeles.
Il 29 maggio 2012 è uscito il nuovo album Brilliant, che segna il ritorno della band con la stessa formazione degli album da Vienna a Lament, quest'ultimo pubblicato 28 anni prima. Segue un tour che tocca anche l'Italia (a Milano). A fine tour, dopo anche una serie di altri concerti, il gruppo cessa momentaneamente l'attività a partire dalla fine del 2013.
Nel 2017 lo storico tastierista Billy Currie è uscito dal gruppo dopo 43 anni militanza dichiarandolo in un post su Twitter, scatenando preoccupazione tra i fan. Midge Ure ha dichiarato che nessuno della band ha saputo niente fino alla pubblicazione del post, e che quindi nessuno all'interno del gruppo ha preso questa sua dichiarazione così seriamente. Il frontman ha dichiarato inoltre che momentaneamente il gruppo è in pausa e non è stato annunciato nessuno scioglimento ufficiale, ma che un'altra reunion è piuttosto improbabile: secondo quanto detto da Ure, Warren Cann al momento non ha più voglia di fare tour o album, lo stesso vale per Chris Cross, mentre con Currie non è in diretto contatto (seppur si sono riuniti, i due non sono mai stati molto in contatto nel corso degli anni, conservando un buon rapporto professionale e personale ma senza avere frequentazioni nella vita privata). Infatti la sua uscita dal gruppo è probabilmente determinata dall'inattività del gruppo, e Currie è tuttora al lavoro nella pubblicazione di album solisti.

### Scomparsa di Chris Cross
Il 25 marzo 2024 scompare a 71 anni il bassista Chris Cross. La notizia viene resa pubblica il 1º aprile successivo, confermata poi da Midge Ure. I membri della band lo hanno ricordato pubblicamente attraverso messaggi sui social, prima lo stesso Ure, poi Billy Currie, Warren Cann (attraverso la pagina della band dato che non possiede una pagina propria) e anche l'ex leader John Foxx, che proprio insieme a Cross (oltre che Cann e Shears) aveva fondato il gruppo.
Con la sua scomparsa scompare anche la possibilità, seppur remota ma in cui molti fan speravano, di un nuovo ritorno della line-up originale.

## Formazione

### Ultima
- Midge Ure – voce, chitarra elettrica, tastiere (1980-1988) (2008-)
- Warren Cann – batteria, percussioni elettroniche, voce, sintetizzatore, programmazione (1973-1986, 2008-)

### Ex componenti
- Billy Currie – tastiere, pianoforte, sintetizzatori, violino, raramente voce (1974-1988, 1992-1996, 2008-2017)
- Chris Cross – basso, voce, sintetizzatore (1973-1988, 2008-2024)
- John Foxx - voce, tastiera (1973-1979)
- Steve Shears – chitarra (1973-1978)
- Robin Simon – chitarra (1978-1979)
- Mark Brzezicki – batteria (1986)
- Tony Fenelle – voce (1992)
- Sam Blue – voce (1994)

## Discografia

### Album in studio
- 1976 – Ultravox! - (Island Records, ILPS 19449, LP)
- 1977 – Ha! Ha! Ha! - (Island Records, ILPS 19505, LP)
- 1978 – Systems of Romance - (Island Records, ILPS 19555, LP)
- 1980 – Vienna - (Chrysalis Records, CHR 1296, LP)
- 1981 – Rage in Eden - (Chrysalis Records, CDL 1338, LP)
- 1982 – Quartet - (Chrysalis Records, CDL 1394, LP)
- 1984 – Lament - (Chrysalis Records, CDLK 1459, LP, MC)
- 1986 – U-Vox - (Chrysalis Records, CHR 1545, LP)
- 1993 – Revelation - (DSB Records, DSB 3098-2, CD)
- 1996 – Ingenuity - (Resurgence Records, RES109CD, CD)
- 2012 – Brilliant - (Eden, EMI, CD)

### Album dal vivo
- 1983 – Monument - The Soundtrack (Chrysalis Records, CHG 1452, LP)
- 1992 – BBC Radio 1 Live in Concert (Windsong Records, WINCD 028, CD)
- 1995 – Future Picture (Receiver Records Limited, RRCD 199, CD)
- 2010 – Return to Eden (Chrysalis, B0039P5LKM, CD)

### Raccolte
- 1980 – Three Into One (Island Records)
- 1981 – New Europeans (Toshiba EMI Ltd)
- 1982 – Hymn (Toshiba EMI Ltd)
- 1984 – The Collection (EMI Ltd)
- 1993 – Midge Ure & Ultravox - If I Was: The Very Best Of Midge Ure & Ultravox (Chrysalis Records)
- 1993 – Slow Motion (Spectrum Music)
- 1993 – Rare 1 (Chrysalis Records)
- 1994 – Rare 2 (Chrysalis Records)
- 1996 – Dancing With Tears In My Eyes (Disky Records)
- 1996 – Premium Gold Collection (EMI Electrola)
- 1996 – 19 Classic Tracks (EMI)
- 1997 – The Best Of Ultravox - Centenary Collection (EMI)
- 1997 – The Voice - The Best Of Ultravox (EMI)
- 1998 – Original Gold (Disky Records)
- 1998 – Extended Ultravox (EMI Gold)
- 1999 – The Island Years (PolyGram)
- 2000 – Rage In Eden / Vienna (EMI)
- 2000 – Best Of The 80's (Disky Records)
- 2001 – Ultravox (Eurotrend)
- 2001 – Greatest Hits Live (Armoury Records)
- 2001 – Midge Ure & Ultravox - The Very Best Of Midge Ure & Ultravox (EMI)
- 2003 – The Best Of Ultravox (EMI Gold)
- 2004 – Midge Ure & Ultravox - Finest (EMI)
- 2005 – The New Frontier (Membran Music)
- 2008 – Revelation/Ingenuity (ZYX Music)
- 2009 – The Very Best Of (Chrysalis, EMI)
- 2009 – The Best Of (EMI)
- 2011 – So80s (Soeighties) Presents Ultravox (EMI, Soundcolours)

### Singoli
- 1975 – Ain't Misbehavin' (come Tiger Lily)
- 1977 – Dangerous Rhythm
- 1977 – Young Savage
- 1977 – ROckWrok
- 1977 – Frozen Ones
- 1978 – Slow Motion
- 1978 – Quiet Men
- 1980 – Sleepwalk
- 1980 – Passing Strangers
- 1980 – Vienna
- 1981 – Slow Motion (riedizione)
- 1981 – All Stood Still
- 1981 – New Europeans
- 1981 – The Thin Wall
- 1981 – The Voice
- 1982 – Reap the Wild Wind
- 1982 – Hymn
- 1983 – Visions in Blue
- 1983 – We Came to Dance
- 1984 – One Small Day
- 1984 – Dancing with Tears in My Eyes
- 1984 – Lament
- 1984 – Heart of the Country
- 1984 – Love's Great Adventure
- 1986 – Same Old Story
- 1986 – All Fall Down
- 1987 – All in One Day
- 1992 – Vienna 92
- 1993 – Vienna (riedizione)
- 1993 – I Am Alive
- 1995 – There Goes a Beautiful World

## Videografia
- 1980 – Passing Strangers, diretto da Russell Mulcahy
- 1981 – Vienna, diretto da Russell Mulcahy
- 1981 – The Voice, diretto da Russell Mulcahy
- 1981 – The Thin Wall, diretto da Russell Mulcahy
- 1982 – Hymn, diretto da Chris Cross e Midge Ure
- 1982 – Reap the Wild wind
- 1983 – Visions in Blue
- 1983 – We Came to Dance, diretto da Chris Cross e Midge Ure
- 1984 – One small day
- 1984 – Dancing with Tears in My Eyes, diretto da Chris Cross e Midge Ure
- 1984 – Lament, diretto da Chris Cross e Midge Ure
- 1984 – Love's Great Adventure, diretto da Chris Cross e Midge Ure
- 1986 – All Fall Down, diretto da Godley & Creme